# Endre Palócz
Endre Palócz (ur. 23 marca 1911 w Budapeszcie, zm. 11 stycznia 1988 tamże) – węgierski florecista i szablista, brązowy medalista olimpijski i czterokrotny medalista mistrzostw świata.
Na igrzyskach olimpijskich w Londynie w 1948 roku był piąty we florecie drużynowym, a w zawodach indywidualnych odpadł w ćwierćfinałach. Na rozgrywanych cztery lata później igrzyskach olimpijskich w Helsinkach Węgrzy w składzie: Endre Tilli, Aladár Gerevich, Endre Palócz, Lajos Maszlay, Tibor Berczelly i József Sákovics zdobyli brązowy medal. W rywalizacji indywidualnej tym razem dotarł do półfinałów.
Podczas mistrzostw świata w Sztokholmie w 1951 roku razem z Tiborem Berczellym, Aladárem Gerevichem, Pálem Kovácsem, Károlym Pesthym i László Rajcsányim wywalczył złoty medal w szabli drużynowej. W tej samej konkurencji zdobył również złoto na mistrzostwach świata w Rzymie (1955). Ponadto zdobył także dwa brązowe medale we florecie drużynowym: na mistrzostwach świata w Brukseli (1953) i mistrzostwach świata w Luksemburgu (1954).
Po zakończeniu kariery był międzynarodowym sędzią, działaczem sportowym oraz trenerem. Prowadził między innymi reprezentację Kuby w latach 1967-1972. Odznaczony Medalem Zasługi Miklósa Toldiego w 1940 i Złotym Medalem Zasługi Sportowej WRL w 1964.